# Condat-sur-Vienne
Condat-sur-Vienne is een gemeente in het Franse departement Haute-Vienne (regio Nouvelle-Aquitaine) en telt 4431 inwoners (2005). De plaats maakt deel uit van het arrondissement Limoges.

## Geografie
De oppervlakte van Condat-sur-Vienne bedraagt 15,5 km², de bevolkingsdichtheid is 285,9 inwoners per km².
De onderstaande kaart toont de ligging van Condat-sur-Vienne met de belangrijkste infrastructuur en aangrenzende gemeenten.

## Demografie
Onderstaande figuur toont het verloop van het inwonertal (bron: INSEE-tellingen).